# Pavla Holková
Pavla Holková, coniugata Gregorová (Praga, 9 maggio 1943), è un'ex cestista cecoslovacca.

## Carriera
Con la Cecoslovacchia ha disputato i Campionati mondiali del 1967 e tre edizioni dei Campionati europei (1964, 1966, 1970).